# Ján Kostra

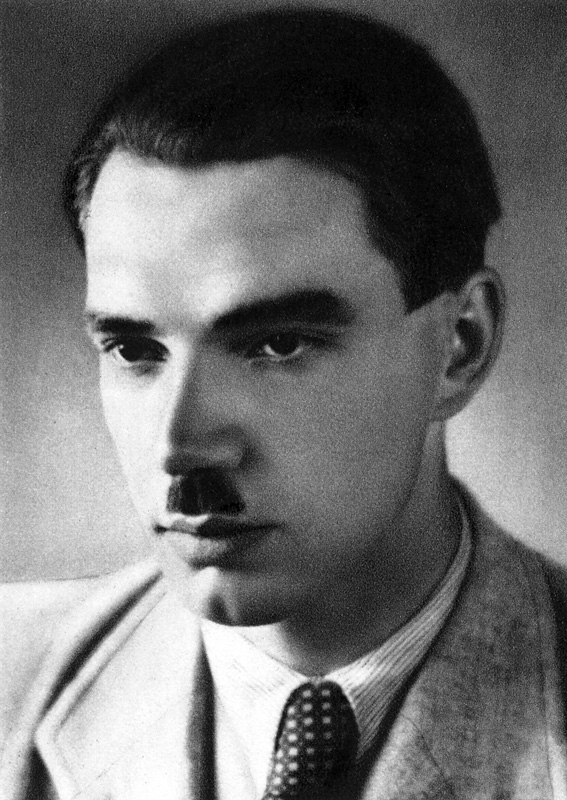
Ján Kostra als junger Mann im Jahre 1937

Ján Kostra (4. Dezember 1910 in Kisselmec, Österreich-Ungarn; † 5. November 1975 in Bratislava, Tschechoslowakei) war ein slowakischer Dichter, Übersetzer und Essayist.

## Leben
Ján Kontra entstammt einer Kleinbauernfamilie. Sein Vater war Wagner (Radmacher) und Bürgermeister seines Geburtsortes. Nach dem Besuch der Grundschule besuchte er ab 1920 die staatliche Realschule in Sillein. Nach dem Abitur (1928) ging er nach Prag, wo er die Kunstgewerbeschule besuchte. Er inskribierte jedoch auch als externer Hörer der Philosophischen Fakultät der Karlsuniversität in Prag. Zwischen 1930 und 1933 studierte er an der Technischen Hochschule in Prag Architektur; auch widmete er sich der Malerei und Bildhauerei. In dieser Zeit trat er auch der Vereinigung „Detvan“ bei, die slowakische Studenten in Prag unterstützte.
Im Jahre 1934 trat er seinen zweijährigen Wehrdienst in Leutschau an. Nach Beendigung des Wehrdienstes wurde er 1936 Beamter bei einer Bank (Zemská banka) in Preßburg. In den Jahren 1937–1938 war er Kulturredakteur der Arbeiterzeitung („Robotnícké noviny“). Im Jahre 1938 arbeitete er als Redakteur des Slowakischen Rundfunks, zuerst in Eperjes und ab 1942 in Preßburg. Diese Tätigkeit übte er bis zum Jahre 1949 aus. Zwischen 1949 und 1956 war er Sekretär der „slowakischen Sektion“ des Tschechoslowakischen Schriftstellerverbandes und Chefredakteur der slowakischen Kulturzeitschrift Kultúrny život. Ab 1956 arbeitete Kostra als freier Schriftsteller.
Kostra arbeitete auch als Übersetzer. Er übersetzte Werke von Villon, Gorki, Baudelaire. Im Jahre 1961 übersetzte er den Zauberlehrling und andere Balladen von Johann Wolfgang von Goethe ins Slowakische.
Ján Kostra war viermal verheiratet. In zweiter Ehe war er mit der Schriftstellerin Krista Bendová (* 1923; † 1988) verheiratet, aus dieser Ehe gingen die Söhne Jan, Juraj und Michal hervor. In dritter Ehe war Kostra mit der Publizistin Hana Ponická (* 1922; † 2007) verheiratet. Zum vierten Mal heiratete er die Redakteurin der satirischen Zeitschrift Roháč Milka Lopašovská.
Ján Kostra starb am 5. November 1975 in Preßburg und wurde am dortigen Nachtigalltal-Friedhof bestattet.

## Literarisches Werk

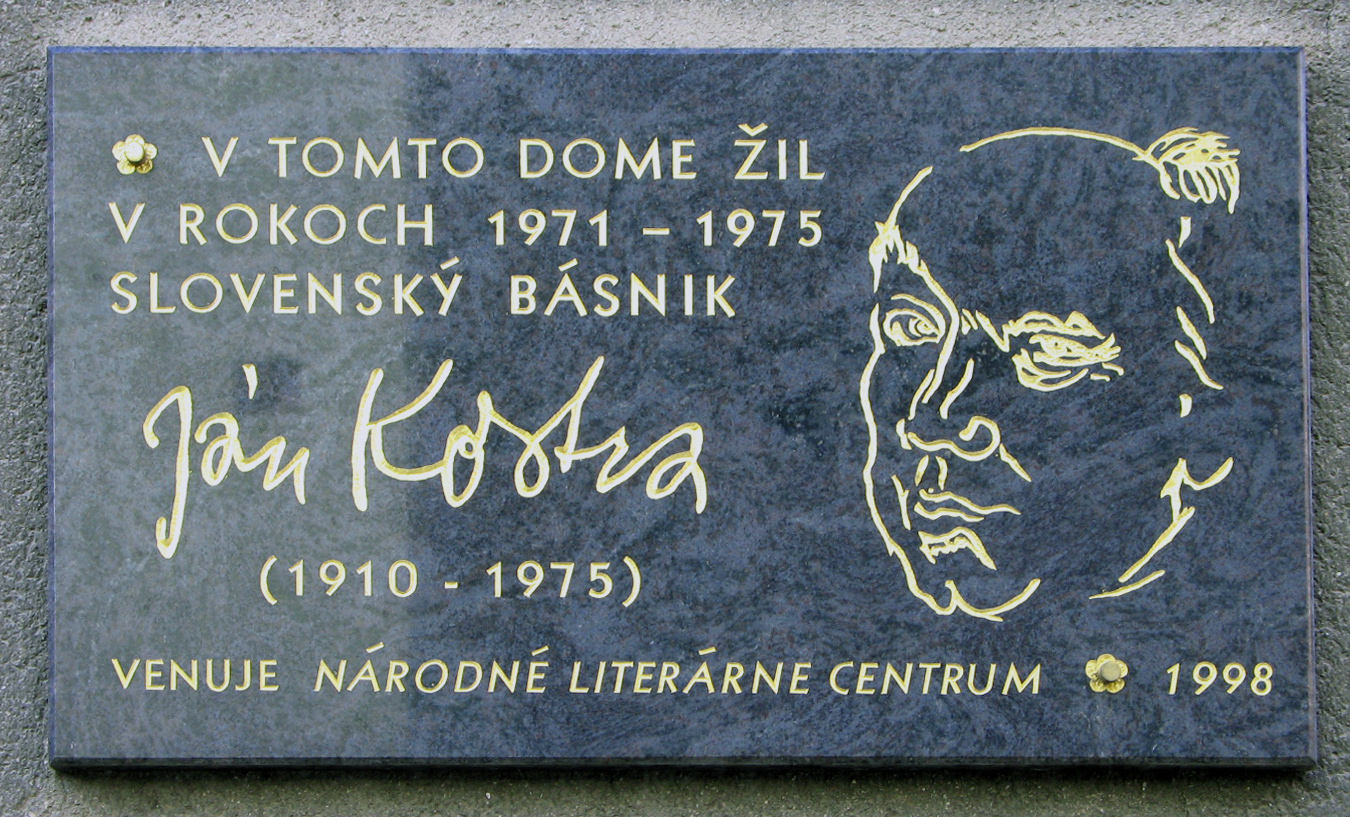
Gedenktafel am Wohnhaus von Ján Kostra in Bratislava in der Kupfergasse 35 (slow. Medená)

Ján Kontra gilt als der Begründer der modernen slowakischen Poesie mit einer außerordentlichen Ausprägung der Reinheit des Wortes und der Form. In seiner Lyrik drückte er zeitlebens seine Bewunderung für Frauen aus, die aus seiner tiefen Ehrfurcht und Liebe zu seiner eigenen Mutter herrührt. Seine inneren Werte schöpfte er aus der Natur, der Gerechtigkeit und Humanismus. In der Gefühlsbeziehung zwischen Mann und Frau sah er den Gipfel der Schönheit, aber auch der Moral. Seine Poesie ist nahezu immer unpolitisch, er betrachtete sie zeitlebens als etwas „Privates“. Seine Verse sind rein jedoch gleichzeitig unnachahmlich erotisch.
Seine ersten Gedichte schrieb er bereits als Schüler, die er in verschiedenen Zeitschriften der damaligen Zeit einzeln veröffentlichte.
Sein Erstlingswerk war die 1937 erschienene Gedichtsammlung Hviezda (dt. „Stern“) in welcher er seine sorglose Kindheit und das Dorfleben in der Heimat besingt. Darin klingen erstmals bereits Ansätze seiner Liebespoesie an, die ihm später berühmt machen sollte.
Der Gedichtzyklus Ave Eva  aus dem Jahre 1943 ist als Höhepunkt seines dichterischen Werkes zu betrachten. In ihr sieht Jan Kostra die Frau als Mutter, aber auch als die Dulderin des Unrechts. Er beschreibt sie, als die Trägerin des Lebens. „Die Frau, diese zerbrechliche ist die Feindin des Todes!“ schreibt er. Es ist eine Apotheose auf die Frau und die Mutterschaft. Diese Gedichtsammlung Kostras gehört zu den schönsten Werken der gesamten modernen slowakischen Liebeslyrik.
Als Prolog zu diesem Gedichtband, der im Jahre 1974 mit Kostkas eigenen Illustrationen als eine in Leder gebundene Prachtausgabe erschien, schreibt er:
Si polovica môjho sveta.
Môj svet je ako telo jediny.
Môj svet je ako celá veta:
keď roztrhnú ju – zhynie.
Zabíjajú ma hodiny,
keď nie si pri mne.
Weitere Gedichtsammlungen folgten in den Jahren 1939 bis 1968. Hier eine Auswahl der wichtigsten Bände:
- 1939 Moja rodná (Mein Herkunftsland)
- 1940 Ozubený čas (Die verzahnte Zeit)
- 1942 Všetko je dobre tak (Alles ist gut so)
- 1943 Ave Eva
- 1946 Presila smútku (Die Übermacht der Trauer)
- 1953 Javorový list (Das Ahornblatt)
- 1968 Len raz (Nur einmal)

## Anmerkung
1. ↑  Deutsche Übersetzung: Du bist die Hälfte meiner Welt./ Meine Welt ist wie ein einziger Körper./ Meine Welt ist wie ein ganzer Satz:/  wenn  er zerrissen wird – stirbt er. / Die Stunden erschlagen mich,/ wenn du nicht bei mir bist.